# 100 ans en chantant
100 ans en chantant est un coffret collection réalisé par les Petits Chanteurs à la Croix de Bois et Rym Musique Vidéo en collaboration avec l’INA et le CNC, sorti en 2006.

## Coffret: "L’histoire des 100 ans de la Manécanterie"
Le coffret est composé de:
- 2 DVD :
  - DVD 1: Un siècle d'harmonie, de fraicheur et de joie, raconté par Jean-Claude Brialy, avec la participation de Bertrand Delanoë, ancien Petit Chanteur ;
  - DVD 2: "Les plus belles images des concerts télévisés des Petits Chanteurs à la Croix de Bois" donnant des images des émissions télévisées depuis 36 chandelles jusqu’à Vivement dimanche (détail ci-dessous) ;
- 2 CD (49 titres) donnant les interprétations célèbres et des enregistrements récents ;
- Un livre de 140 pages contenant des illustrations et des photos issues des archives de la Manécanterie.

Ce coffret étant épuisé auprès de l'éditeur, il est devenu une pièce de collection.

## Les plus belles images des concerts télévisés des Petits Chanteurs à la Croix de Bois
1. La nuit (Jean-Philippe Rameau) dir.: Fernand Maillet (195?)
2. Chanson mexicaine (Jarabe tapatío) (traditionnel) dir.: Fernand Maillet, 31/3/1958
3. Il est né le divin enfant (traditionnel) dir.: Fernand Maillet, 21/12/1956
4. La nuit (Jean-Philippe Rameau) dir.: Fernand Maillet, 31/3/1958
5. Enfants de tous pays (Pascal Jacques-Blanc et Enrico Macias)(avec Enrico Macias) dir.: Roger Delsinne, 11/12/1965
6. Salve Regina (traditionnel) dir.: Roger Delsinne, 12/2/1967
7. Le clocher de Saint-Malo (Daniel White) dir.: Roger Delsinne, 1/11/1970
8. Un samedi soir usagé (Charles Trenet)(avec Charles Trenet) dir.: Roger Delsinne, 23/12/1972
9. Concerto pour une voix (Saint-Preux) dir.: Roger Delsinne, 6/5/1972
10. Negro spirituals (traditionnel) dir.: Roger Delsinne, 28/3/1973
11. Sur les routes de France et du monde (Daniel White) dir.: Roger Delsinne, 21/11/1977
12. Ave Maria (Wolfgang Amadeus Mozart) dir.: Roger Delsinne, 21/11/1977
13. Guendae (traditionnel) dir.: Roger Delsinne, 26/12/1976
14. La nuit (Jean-Philippe Rameau) dir.: Roger Delsinne, 26/12/1976
15. Mille colombes (Charles Bruhn)(avec Mireille Mathieu) dir.: Roger Delsinne, 6/11/1977
16. Santa Maria de la Mer (Charles Bruhn)(avec Mireille Mathieu) dir.: Roger Delsinne, 15/1/1978
17. Laudate Dominum (Marc-Antoine Charpentier) dir.: Bernard Houdy, 30/4/1985
18. Ave verum (Wolfgang Amadeus Mozart) dir.: Bernard Houdy, 25/5/1986
19. Berceuse (Wolfgang Amadeus Mozart) dir.: Gilbert Cascales, 14/2/1993
20. Les anges dans nos campagnes (traditionnel) dir.: Gilbert Cascales, 14/2/1993
21. Douce France (Charles Trenet) dir.: Rodolphe Pierrepont, 25/12/1991
22. Les temps viendront (Gilbert Sigrist) dir.: Rodolphe Pierrepont, 13/5/1983
23. Le temps des cerises (Antoine Renard) dir.: Rodolphe Pierrepont, 2/12/1993
24. Un jour un enfant (Émile Stern) dir.: Rodolphe Pierrepont, 17/11/1995
25. Ave Maria (Franz Schubert) dir.: Rodolphe Pierrepont, 12/1/1997
26. Ave verum (Wolfgang Amadeus Mozart) dir.: Rodolphe Pierrepont, 12/1/1997
27. Douce nuit (Franz Xaver Gruber) dir.: Rodolphe Pierrepont, 25/12/1991
28. Alleluia (Georg Friedrich Händel, Messiah) dir.: Véronique Thomassin, 21/11/2001
29. Belle-Île-en-mer (Laurent Voulzy) dir.: Véronique Thomassin, 25/10/1998